# Renato Schifani
Renato Giuseppe Schifani (ur. 11 maja 1950 w Palermo) – włoski polityk i prawnik, parlamentarzysta, od 2008 do 2013 przewodniczący Senatu, od 2022 prezydent Sycylii.

## Życiorys
Z wykształcenia prawnik, absolwent Università degli Studi di Palermo. W pracy zawodowej specjalizował się w sporach administracyjnych dotyczących branży budowlanej. Był konsultantem przedsiębiorstw państwowych i banków. Działalność polityczną rozpoczął w ramach Chrześcijańskiej Demokracji. Po jej rozwiązaniu, w połowie lat 90. przystąpił do partii Forza Italia Silvia Berlusconiego.
W 1996 po raz pierwszy zasiadł w Senacie (XIII kadencji) jako reprezentant Sycylii z regionu Altofonte-Corleone. Od tego czasu z powodzeniem ubiegał się o reelekcję na okres XIV, XV, XVI, XVII i XVIII kadencji, zasiadając w wyższej izbie parlamentu do 2022.
29 kwietnia 2008, po zwycięstwie centroprawicowego Ludu Wolności w przedterminowych wyborach, został przewodniczącym Senatu, uzyskując 178 głosów poparcia (przy wymaganych co najmniej 162 głosach). Urząd ten sprawował przez całą kadencję. W 2013 przystąpił do partii Nowa Centroprawica, a w 2016 dołączył do reaktywowanej formacji Forza Italia.
We wrześniu 2022, będąc kandydatem koalicji centroprawicy, został wybrany na urząd prezydenta Sycylii.